# Età inquieta
Età inquieta (That Hagen Girl) è un film del 1947 diretto da Peter Godfrey.
È un film drammatico statunitense con Ronald Reagan, Shirley Temple e Rory Calhoun. È basato sul romanzo del 1946 That Hagen Girl di Edith Kneipple Roberts.

## Produzione
Il film, diretto da Peter Godfrey su una sceneggiatura di Charles Hoffman, fu prodotto da Alex Gottlieb per la Warner Bros. e girato a Warner Brothers Burbank Studios - 4000 Warner Boulevard, Burbank, a Backlot, Universal Studios, Universal City, in California Il titolo di lavorazione fu Mary Hagen. Lois Maxwell ha ricevuto un Golden Globe per la sua performance. Ronald Reagan si ammalò di polmonite durante le riprese (nel corso della scena in cui deve salvare la Temple gettandosi in un fiume durante una tempesta che fu ripetuta diverse volte) e fu assente per diversi giorni.

## Distribuzione
Il film fu distribuito con il titolo That Hagen Girl negli Stati Uniti dal 1º novembre 1947 (première a New York il 24 ottobre 1947) al cinema dalla Warner Bros.
Altre distribuzioni:
- in Finlandia il 6 maggio 1949 (Kaupungissa juorutaan)
- in Grecia (Anypolipta koritsia)
- in Brasile (Marcada pela Calúnia)
- in Italia (Età inquieta)

## Critica
Secondo il Morandini il film è un "deprecabile pasticcio sentimentale" in cui l'interesse verte solo per la presenza dei due attori protagonisti, sebbene Riccioli d'Oro a quasi 20 anni bamboleggi ancora.
Il film è stato incluso nella lista del libro The Fifty Worst Films of All Time (I cinquanta peggiori film di tutti i tempi) di Harry Medved.

## Promozione
La tagline è: "They gossiped about her in whispers!... The victim of idle tongues and meddling people!".